# Candida santjacobensis
Candida santjacobensis är en svampart som beskrevs av C. Ramírez & A.E. González 1984. Candida santjacobensis ingår i släktet Candida, ordningen Saccharomycetales, klassen Saccharomycetes, divisionen sporsäcksvampar och riket svampar.   Inga underarter finns listade i Catalogue of Life.